# Die Freien

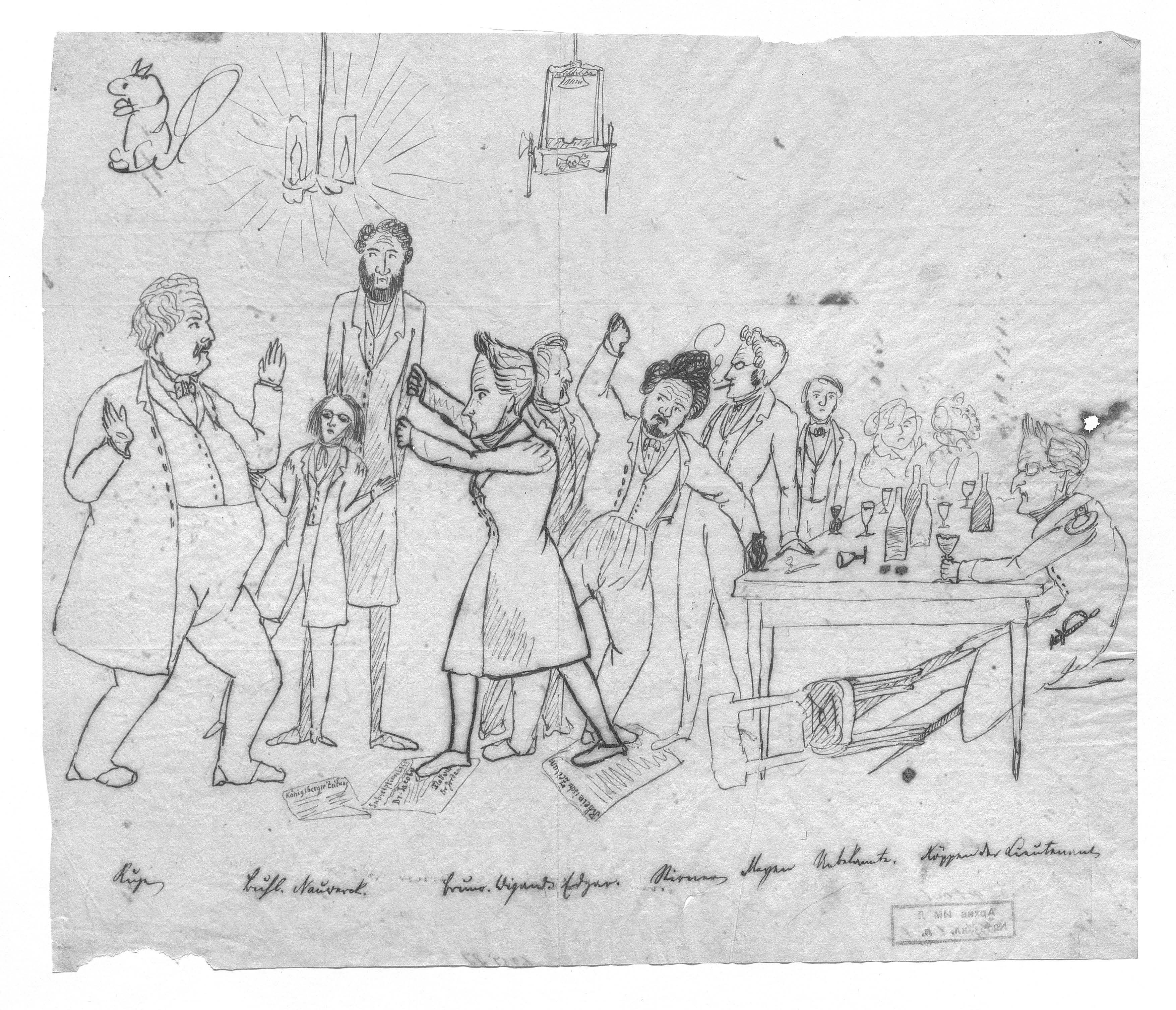
Caricatura realizada por Friedrich Engels de una de las reuniones del grupo de jóvenes hegelianos "Die Freien". De izquierda a derecha: Arnold Ruge, Ludwig Bühl, Carl Nauwerck, Bruno Bauer, Otto Wigand, Edgar Bauer, Max Stirner, Eduard Meyen, tres desconocidos, Karl Friedrich Köppen.

Die Freien (en alemán, Los Libres) fue un círculo abierto de tertulia en torno a la filosofía política de mediados del siglo XIX, concretamente, de principios de la década de 1840, en Alemania, que se reunió informalmente durante un período de varios años, integrado por docentes, estudiantes, oficinistas y periodistas de la generación intelectual de los tradicionalmente descritos como Jóvenes Hegelianos, en el bar "Hippel's Weinstube" de Berlín. Estuvo integrado por Max Stirner, Bruno Bauer, Arnold Ruge, Friedrich Engels, y Karl Marx, entre otros. 
Los organizadores del grupo eran los hermanos Bauer, Bruno y Edgar. Karl Marx, Friedrich Engels y los poetas Herwegh y Hoffmann von Fallersleben eran invitados ocasionales. Ludwig Feuerbach (1804-1872), Wilhelm Jordon, C. F. Köppen, el doctor Arthur Müller, Moses Hess (1812-1875), Ludwig Bühl, Adolf Rutenberg, Eduard Meyen, Arnold Ruge (1802-1880), Marie Dähnhardt y Julius Faucher también lo frecuentaron.
En 1842 aparece en Colonia, "Rheinische Zeitung" (La Gaceta Renana), vinculada al grupo y formada principalmente por Heinrich Bürgers, Hess, Marx, Bruno Bauer, Köppen y Stirner. Pero tiempo después este círculo se escinde en dos tendencias. Los del grupo de Marx, Rouge y Hess, marcan distancia con respecto a Hegel y los segundos con los Bauer y la Liga de Los Libres: Mayen, Buhl, Köppen, Nauwerk y Stirner, que piensan en la revolución de las conciencias a través de una crítica negativa, de carácter ateo y carente de reglas.